# Rhododendron radendum
Rhododendron radendum är en ljungväxtart som beskrevs av Fang. Rhododendron radendum ingår i släktet rododendron, och familjen ljungväxter. Inga underarter finns listade i Catalogue of Life.